# Sultanatos del Decán

Los sultanatos del Decán surgidos tras la desaparición del Sultanato bahmaní. Mapa representa la situación política después de 1596, cuando los mogoles se anexaron Berar. Al sur, el Imperio vijayanagara.

Los sultanatos del Decán fueron cinco dinastías musulmanas que gobernaron varios de reinos medievales tardíos de la India, a saber, Bijapur, Golconda, Ahmednagar, Bidar y Berar en el suroeste de la India. Sin embargo, otras fuentes incluyen a los sultanatos de Ahmednagar, Bijapur, Golconda y Jandes, aunque este último a veces es considerado un Estado tapón, como Malwa o Gujarat, entre el Decán y los mogoles. Los sultanatos de Deccan estaban ubicados en la meseta de Deccan, entre el río Krishna y la cordillera Vindhya. Estos reinos se independizaron durante la ruptura del sultanato de Bahmani. Se destacaron por la destrucción de los templos y la miseria económica general.
En 1490, Ahmednagar declaró su independencia, seguido por Bijapur y Berar en el mismo año. Golconda se independizó en 1518 y Bidar en 1528. Los soberanos de los cinco sultanatos eran de orígenes diversos: los de Ahmadnagar y Berar eran de linaje hindú (Ahmadnagar era hindú brahmin y Berar era hindú canarés), el Sultanato de Bidar fue fundado por un antiguo esclavo turco, el de Bijapur fue fundado por un esclavo turco oguz y el de Golconda era de origen turcomano.
Aunque generalmente eran rivales, se aliaron contra el Imperio vijayanagara en 1565, debilitándolo permanentemente tras vencerlo en la batalla de Talikota. Cabe destacar que la liga destruyó toda la ciudad de Vijayanagara con importantes templos, como el de Vitthala, que fue arrasado hasta los cimientos. La alianza no duró mucho, mediante un golpe de Estado, Ahmednagar pudo invadir Berar y anexarse el sultanato. En tanto, el reino hindú de Gajapati fue destruido por Bengala en 1568 y Golconda aprovechó para anexarse Kalinga, la costa de la actual Orisa, incluyendo la ciudad de Chicacole. A medida que los mogoles se expandieron de forma imparable en el reinado de Akbar el Grande, los sultanatos del Decán tomaron una postura de resistencia armada, excepto Jandes, cuyo monarca, Raja Ali Jan, aceptó volverse vasallo de Akbar en 1577. Jandes había coexistido amistosamente con Malwa, Gujarat y los sultanatos del Decán, siempre a la sombra de Gujarat, pero cuando este último fue conquistado por los mogoles se unió a ellos.
En 1596 los mogoles forzaron a Ahmednagar a ceder Berar, en tanto que Raja Ali murió combatiendo junto a los mogoles contra Ahmednagar en Sonpet al año siguiente. Su hijo y sucesor, Bahadur Jan, se negó a seguir con el vasallaje y fue arrestado y despojado de su reino en 1601, que pasó a ser parte de la provincia mogol de Berar con gran parte del norte de Ahmednagar. Después de conquistar Malwa y Jandes, los mogoles tuvieron las bases para lanzarse a la conquista del Decán. En 1619, después de cuatro décadas de débiles sultanes, Bidar fue invadido y conquistado por Bijapur. Los demás sultanatos fueron conquistados más tarde por el Imperio mogol: Ahmednagar fue completamente ocupado entre 1616 y 1636, y Bijapur y Golconda fueron conquistados en 1686 y 1687 respectivamente, en una campaña de Aurangzeb.

## Sultanato de Ahmadnagar

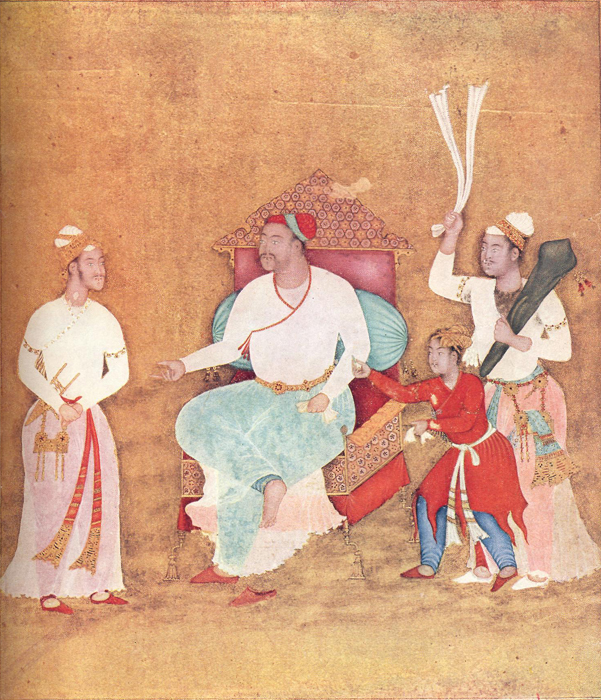
Pintura de Nizam Sah II.

El sultanato de Ahmadnagar fue fundado por Malik Ahmad Nizam Sah I, que era hijo del Nizam ul-Mulk Malik Hasan Bahri, un hindú brahmán de Beejanuggar (o Bijanagar) originalmente llamado Timapa y convertido al islam. Malik Ahmad Nizam Sah I era el gobernador de Junnar. Después de derrotar al ejército bahmaní dirigido por el general Jahangir Jan el 28 de mayo de 1490, declaró la independencia y estableció el gobierno dinástico sobre Ahmadnagar. El territorio del sultanato estaba situado en el noroeste del Decán, entre los sultanatos de Gujarat y Bijapur. Inicialmente, su capital estaba en Junnar. En 1494, se pusieron los cimientos de la nueva capital de Ahmadnagar. Malik Ahmed Sah, tras varios intentos, aseguró la fortaleza de Daulatabad en 1499.
Tras la muerte de Malik Ahmed Sah en 1510, su hijo Burhan, un niño de siete años, fue instalado en su lugar. Burhan Sah I murió en Ahmadnagar en 1553. Dejó seis hijos, de los cuales Hussain le sucedió. Tras la muerte de Hussain Sah I en 1565, su hijo Murtaza (menor de edad) ascendió al trono. Mientras Murtaza era un niño, su madre, Janzada Humayun Sultana, gobernó como regente durante varios años. Murtaza Sah se anexionó Berar en 1574. A su muerte, en 1588, subió al trono su hijo Miran Hussain, pero su reinado sólo duró algo más de diez meses, ya que fue envenenado. Ismail, un primo de Miran Hussain, fue elevado al trono, pero el poder real estaba en manos de Jamal Jan, el líder del grupo Deccani en la corte. Jamal Jan murió en la batalla de Rohankhed en 1591; y pronto Ismail Sah también fue capturado y confinado por su padre Burhan, que ascendió al trono como Burhan Sah. Tras la muerte de Burhan Sah, su hijo mayor Ibrahim subió al trono. Ibrahim Sah murió a los pocos meses en una batalla con el sultanato de Bijapur. Pronto, Chand Bibi, la tía de Ibrahim Sah, proclamó a Bahadur Nizam Sah, el hijo pequeño de Ibrahim Sah, como sultán legítimo; y se convirtió en regente. En 1596, un ataque mogol dirigido por Murad fue rechazado por Chand Bibi.

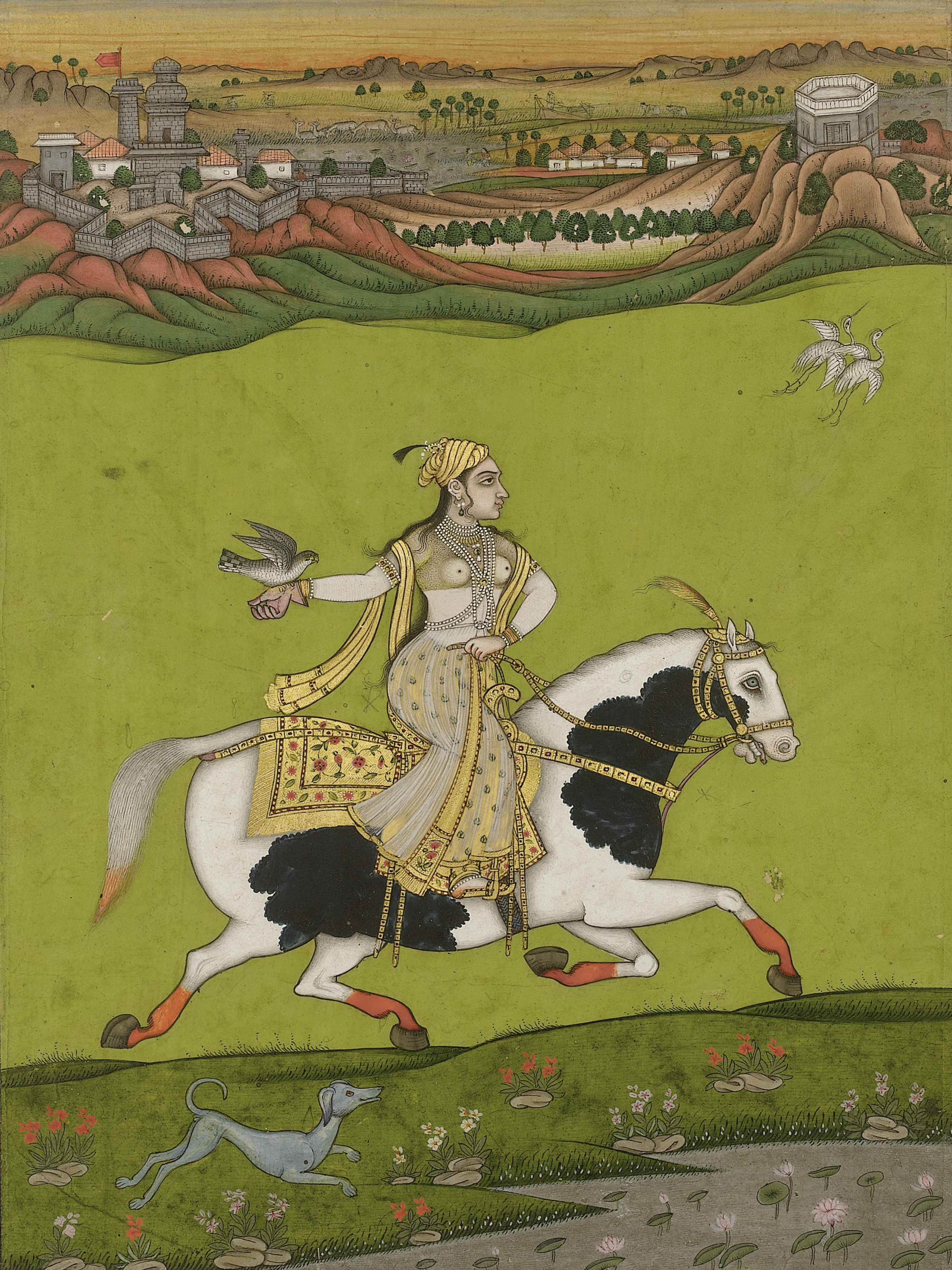
Chand Bibi, una pintura del.

Tras la muerte de Chand Bibi en julio de 1600, Ahmadnagar fue conquistada por los mogoles, y Bahadur Sah fue encarcelado. Pero Malik Ambar, y otros funcionarios de Ahmadnagar, desafiaron a los mogoles y declararon a Murtaza Nizam Sah II como sultán en 1600 en una nueva capital, Paranda. Malik Ambar fue nombrado primer ministro y en Vakil-us-Saltanat de Ahmadnagar. Más tarde, la capital se trasladó primero a Junnar y luego a una nueva ciudad Khadki (más tarde Aurangabad). Tras la muerte de Malik Ambar, su hijo Fath Jan se rindió a los mogoles en 1633 y entregó al joven gobernante Nizam Shahi Hussain Sah, que fue enviado como prisionero al fuerte de Gwalior. Pero pronto Shahaji, con la ayuda de Bijapur, colocó en el trono a un vástago de la dinastía Nizam Shahi, Murtaza, que actuó como regente. En 1636, Aurangzeb, el virrey mogol del Decán, anexionó finalmente el sultanato al imperio mogol, tras derrotar a Shahaji.

### Regidores
1. Malik Ahmad Nizam Sah I (1490-1510)
2. Burhan Nizam Sah I (1510-1553)
3. Hussain Nizam Sah I (1553-1565)
4. Murtaza Nizam Sah I (1565-1588)
5. Miran Nizam Hussain (1588-1589)
6. Isma'il Nizam Sah (1589-1591)
7. Burhan Nizam Shah II (1591-1595)
8. Ibrahim Nizam Sah (1595-1596)
9. Ahmad Nizam Sah II (1596)
10. Bahadur Nizam Sah (1596-1600)
11. Murtaza Nizam Sah II (1600-1610)
12. Burhan Nizam Sah III (1610-1631)
13. Hussain Nizam Sah II (1631-1633)
14. Murtaza Nizam Sah III (1633-1636).[23]

## Sultanato de Berar
El sultanato de Berar fue fundado por Fathullah Imad-ul-Mulk, que nació como kannadiga hindú, pero fue capturado de niño por las fuerzas bahmaníes, que estaban en una expedición contra el Imperio vijayanagara, y criado como musulmán. En 1490, durante la desintegración del sultanato bahmaní, Imad-ul-Mulk, entonces gobernador de la provincia de Berar, declaró la independencia y fundó la dinastía Imad Shahi del sultanato de Berar. Estableció la capital en Achalpur (Ellichpur), y también fortificó Gavilgad y Narnala.
A su muerte, en 1504, Imad-ul-Mulk fue sucedido por su hijo mayor, Ala-ud-din. En 1528, Ala-ud-din resistió la agresión de Ahmadnagar con ayuda de Bahadur Sah, sultán de Gujarat. El siguiente gobernante de Berar, Darya, intentó primero aliarse con Bijapur para evitar la agresión de Ahmadnagar, pero no tuvo éxito. Más tarde, ayudó a Ahmednagar en tres ocasiones contra Bijapur. Tras su muerte en 1562, le sucedió su hijo pequeño Burhan; pero en 1574 Tufal Jan, uno de los ministros de Burhan, usurpó el trono. Ese mismo año, Murtaza I, sultán de Ahmadnagar, anexionó Berar a su sultanato. Burhan, Tufal Jan y el hijo de Jan, Shamshir-ul-Mulk, fueron llevados a Ahmadnagar y confinados en una fortaleza donde todos ellos murieron posteriormente.

### Regidores
1. Fathullah Imad-ul-Mulk (1490-1504)
2. Aladdin Imad Sah (1504-1530)
3. Darya Imad Sah (1530-1562)
4. Burhan Imad Sah (1562-1574)
5. Tufal Jan (usurpador) (1574).[24]

## Sultanato de Bidar

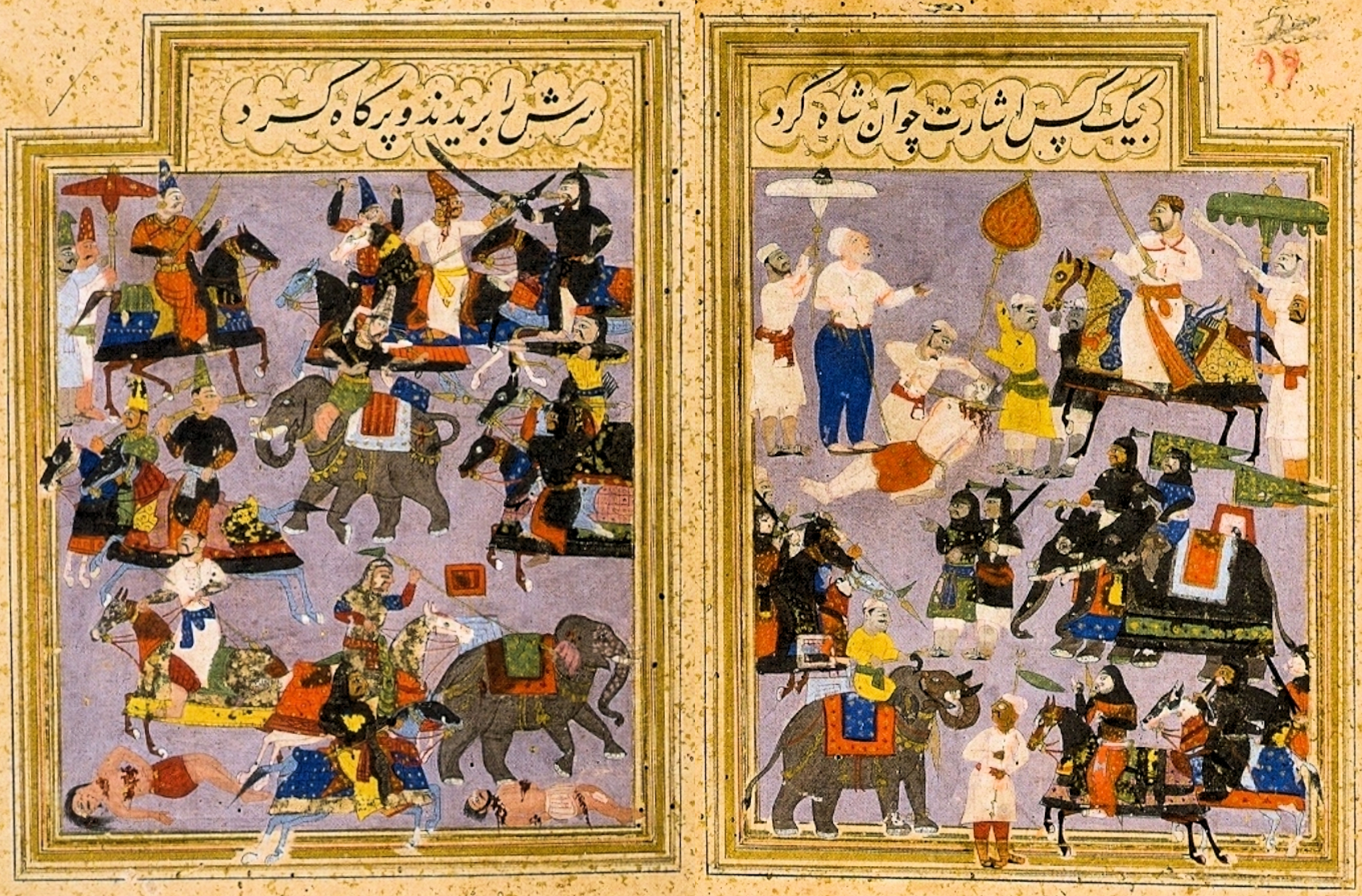
Panorama de la Batalla de Talikota (1565). En el panel derecho, Hussain Nizam Sah I (montando a caballo) ordena la decapitación de Ramaraya (reinó en 1542-65), el derrotado gobernante vijayanagara. Ta'rif-i Husain Shahi (Crónica de Husain Sah).

Bidar era el más pequeño de los cinco sultanatos del Decán. El sultanato fue fundado por Qasim Barid I, que fue un georgiano esclavizado por los turcos. Entró al servicio del gobernante bahmaní Mahmud Sah Bahmani (reino 1482-1518) como sar-naubat (comandante), y más tarde se convirtió en mir-jumla (gobernador) del sultanato bahmaní. En 1492, se convirtió en gobernante de facto de Bahmani, aunque el sultán Mahmud Sah Bahmani siguió siendo el gobernante nominal.
Tras la muerte de Mahmud Sah Bahmani en 1504, su hijo Amir Barid controló la administración del sultanato bahmaní. En 1528, con la huida del último gobernante bahmaní, Kalimullah, de Bidar, Amir Barid se convirtió prácticamente en un gobernante independiente. A Amir Barid le sucedió su hijo Ali Barid, que fue el primero en asumir el título de sah. Ali Barid participó en la batalla de Talikota y era aficionado a la poesía y la caligrafía.
El último gobernante del sultanato de Bidar, Amir Barid Sah III, fue derrotado en 1619, y el sultanato se anexionó al sultanato de Bijapur.

### Regidores
1. Qasim Barid I (1492-1504)
2. Amir Barid I (1504-1542)
3. Ali Barid Sah I (1542-1580)
4. Ibrahim Barid Sah (1580-1587)
5. Qasim Barid Sah II (1587-1591)
6. Ali Barid Sah II (1591)
7. Amir Barid Sah II (1591-1600)
8. Mirza Ali Barid Sah III (1600-1609)
9. Amir Barid Sah III (1609-1619).[23]

## Sultanato de Bijapur

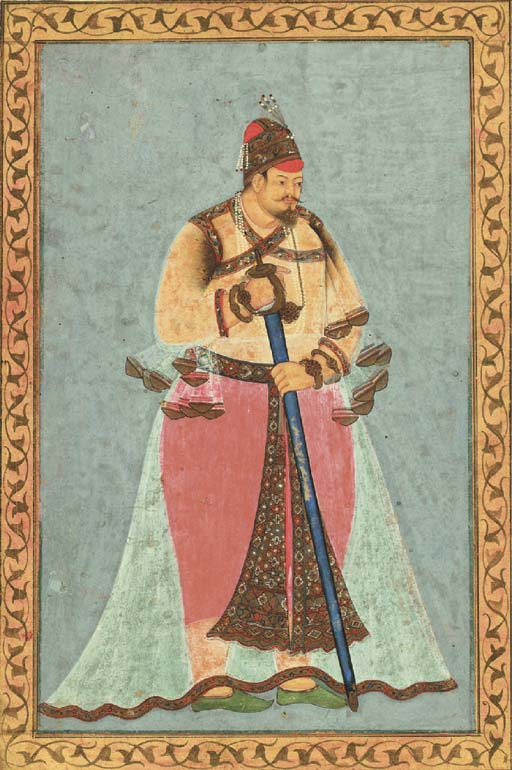
Ibrahim Adil Sah II.

Situado en el suroeste de la India, a caballo entre la cordillera de los Ghats occidentales del sur de Maharashtra y el norte de Karnataka, el sultanato de Bijapur fue gobernado por la dinastía Adil Sahi desde 1490 hasta 1686. El fundador de la dinastía, Yusuf Adil Sah, pudo haber sido un esclavo georgiano que fue comprado por Mahmud Gawan de Irán. Los Adil Sah fueron originalmente gobernadores provinciales del sultanato bahmaní; pero con la ruptura del estado bahmaní después de 1518, Ismail Adil Sah estableció un sultanato independiente. Ismail Adil Sah y sus sucesores embellecieron la capital de Bijapur con numerosos monumentos.
Los Adil Sah lucharon contra el Imperio vijayanagara, que se encontraba al sur, al otro lado del río Tungabhadra, pero también contra los demás sultanatos del Decán. Sin embargo, cuatro de los cinco sultanatos combinaron sus fuerzas para derrotar decisivamente a Vijayanagar en la batalla de Talikota en 1565, tras lo cual el imperio se disolvió, y Bijapur se hizo con el control del Raichur Doab. En 1619, los Adil Shahis conquistaron el vecino sultanato de Bidar, que fue incorporado a su reino.
Más tarde, en el siglo XVII, los Maratha se rebelaron con éxito bajo el liderazgo de Shivaji y capturaron la mayor parte del sultanato y su capital, Bijapur. El debilitado sultanato fue conquistado por Aurangzeb en 1686 con la caída de Bijapur, poniendo fin a la dinastía.

### Regidores
1. Yusuf Adil Sah (1490-1510)
2. Ismail Adil Sah (1510-1534)
3. Mallu Adil Sah (1534-1535)
4. Ibrahim Adil Sah I (1535-1558)
5. Ali Adil Sah I (1558-1580)
6. Ibrahim Adil Sah II (1580-1627)
7. Mohammed Adil Sah (1627-1656)
8. Ali Adil Sah II (1656-1672)
9. Sikandar Adil Sah (1672–1686).[23]

## El sultanato de Golconda

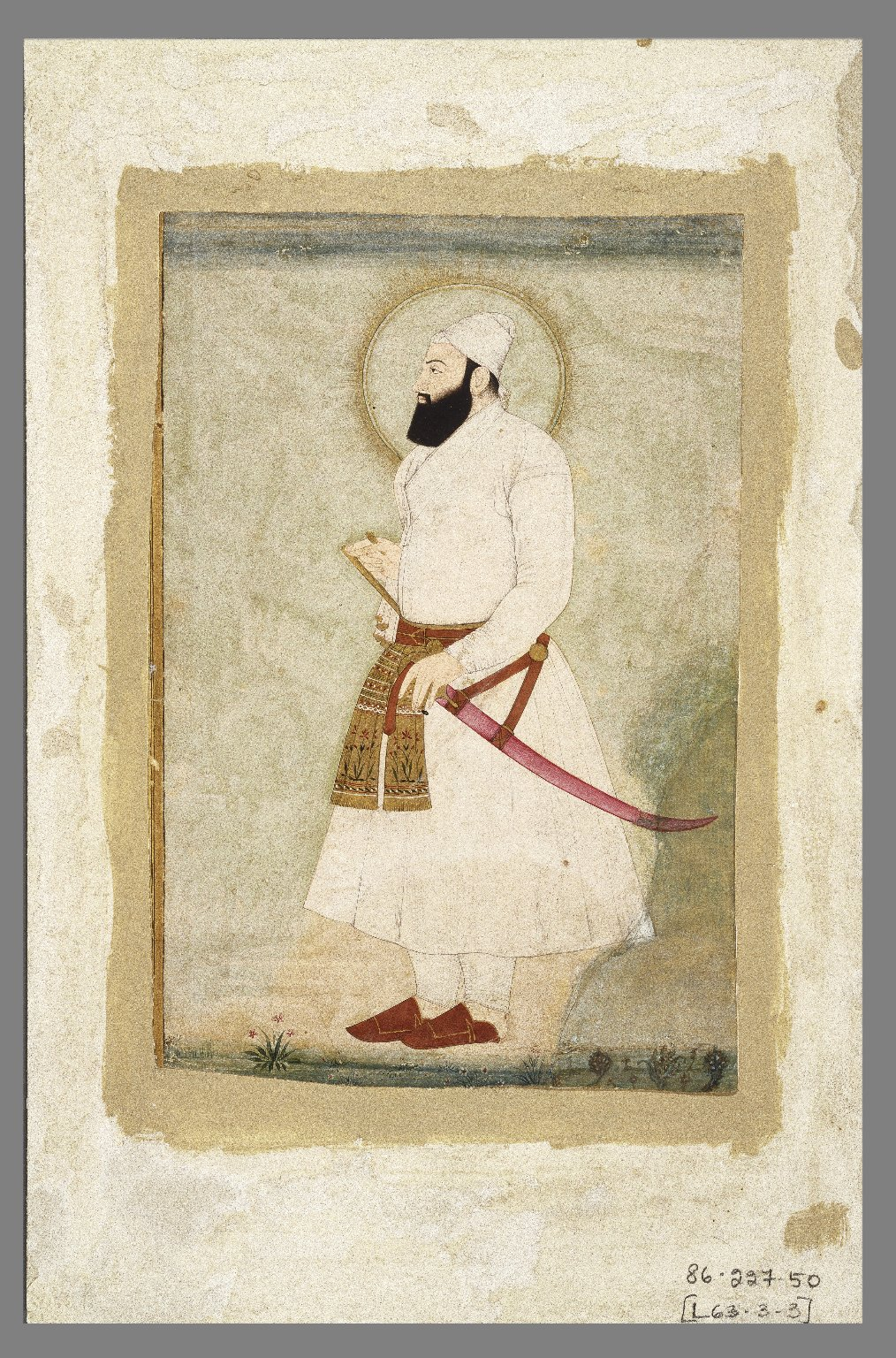
Un manuscrito que representa la pintura de Abul Hasan Qutb Sah el último gobernante del Sultanato de Golconda.

El fundador de la dinastía, el sultán Quli Qutb-ul-Mulk, emigró a Delhi desde Persia con algunos de sus parientes y amigos a principios del siglo XVI. Más tarde emigró al sur, al Decán, y sirvió al sultán bahmaní Mohammed Sah I. Quli Qutb-ul-Mulk conquistó Golconda y se convirtió en gobernador de la región de Telangana en 1518, tras la desintegración del sultanato bahmaní. Poco después, declaró su independencia y tomó el título de Qutb Sah.
La dinastía gobernó durante 171 años, hasta que el ejército del emperador mogol Aurangzeb sitió y conquistó Golconda en 1687.

### Regidores
1. Sultán Quli Qutb-ul-Mulk (1518-1543)
2. Jamsheed Quli Qutb Sah (1543-1550)
3. Subhan Quli Qutb Sah (1550)
4. Ibrahim Quli Qutub Sah (1550-1580)
5. Muhammad Quli Qutb Sah (1580-1611)
6. Sultán Muhammad Qutb Sah (1611-1626)
7. Abdullah Qutb Sah (1626-1672)
8. Abul Hasan Qutb Sah (1672-1687).[28]

## Contribuciones culturales
Los gobernantes de los sultanatos del Decán hicieron una serie de contribuciones culturales en los campos de la literatura, el arte, la arquitectura y la música.
Una contribución importante fue el desarrollo de la lengua dajani, que, habiendo comenzado a desarrollarse bajo los gobernantes bahamani, se convirtió en una lengua hablada y literaria independiente durante este período, tomando continuamente préstamos del árabe-persa, el marathi, el kannada y el telugu. Más tarde, el dajani pasó a llamarse urdu dajani para distinguirlo del urdu del norte de la India.
La pintura en miniatura deccani -que floreció en las cortes de Ahmadnagar, Bijapur y Golconda- es otra de las principales aportaciones culturales de los sultanatos del Decán.
A este periodo pertenecen esplendores arquitectónicos del Decán como Charminar y Gol Gumbaz. Varios monumentos construidos por los sultanatos del Decán se encuentran en una lista provisional para ser nominados como Patrimonio de la Humanidad de la UNESCO. La tolerancia religiosa mostrada por los gobernantes Nizam Shahi, Adil Shahi y Qutb Shahi también es digna de mención.

### Ahmadnagar
Los gobernantes Nizam Shahi de Ahmadnagar patrocinaron con entusiasmo la pintura en miniatura, la más antigua de las cuales se encuentra en las ilustraciones del manuscrito Tarif-i-Hussain Shahi (alrededor de 1565), que ahora se encuentra en el Bharat Itihas Sanshodhak Mandal, Pune. Una pintura en miniatura de Murtaza Nizam Shah (c. 1575) se encuentra en la Biblioteca Nacional de París, mientras que otra se encuentra en la Raza Library de Rampur. El Elefante corriendo se encuentra en una colección privada estadounidense, el Picnic real está en la Biblioteca de la Oficina de la India de Londres, y el Joven príncipe abrazado por una niña, probablemente perteneciente al periodo de Burhan Nizam Shah II, se encuentra en la Edwin Binney 3rd Colección de Obras del Sur de Asia del San Diego Museum of Art.
La primera arquitectura notable de los gobernantes Nizam Shahi de Ahmadnagar es la tumba de Ahmad Sah I Bahri (1509), en el centro de Bagh Rouza, un complejo de jardines. La Masyid Jami también pertenece al mismo periodo. La Meca Masjid, construida en 1525 por Rumi Jan, un oficial de artillería turco de Burhan Nizam Sah I, es original en su diseño. El complejo de Kotla se construyó en 1537 como institución educativa religiosa. El impresionante Farah Bagh fue la pieza central de un gran complejo palaciego terminado en 1583. Otros monumentos de Ahmednagar del periodo Nizam Shahi son la Do Boti Chira (tumba de Sharja Jan, 1562), la Damri Masjid (1568) y la tumba de Rumi Jan (1568). La Jami Masjid (1615) de Khirki (Aurangabad) y el Chini Mahal, dentro del fuerte de Daulatabad, se construyeron durante el último periodo Nizam Shahi (1600-1636). La tumba de Malik Ambar en Khuldabad (1626) es otro impresionante monumento de este periodo. La Kali Masjid de Jalna (1578) y la tumba de Dilawar Jan (1613) en Rajgurunagar también pertenecen a este periodo.
Durante el reinado de Ahmad Sah I Bahri, su guardián de los registros imperiales, Dalapati, escribió una obra enciclopédica, la Nrisimha Prasada, donde mencionaba a su señor como Nizamsaha. Es un ejemplo notable de la tolerancia religiosa de los gobernantes Nizam Shahi.